# Sua Majestade & Graça
Sua Majestade & Graça (S.M.&G.), foi um tratamento duplo que foi ostentado pelos reis da Inglaterra quando estes eram também reis da Escócia.

## Utilização
Sua Majestade & Graça foi um tratamento criado quando os soberanos da Escócia uniram pessoalmente seu reino com o da Inglaterra, tornando então seus soberanos, chefes-de-estado dos dois reinos britânicos

## Diferença com o tratamento de Majestade Graciosa
Quando o primeiro soberano da Escócia subiu ao trono real inglês, após a morte de Isabel I, ele criou para si o tratamento de Majestade Graciosa, que era um híbrido do tratamento de majestade com o de graça, então vigente no reino da Escócia

## Extinção
Com o Tratado de União de 1707, que uniu os reinos da Escócia e da Inglaterra, o então tratamento foi abolido, e com a criação do então novo reino, o da Grã-Bretanha, o tratamento de majestade (mais elevado), foi dado e passou a ser usado para os soberanos reinantes. 